# (156939) Odegard
(156939) Odegard est un astéroïde de la ceinture principale.

## Description
(156939) Odegard est un astéroïde de la ceinture principale. Il fut découvert le 24 mars 2003 à l'observatoire Goodricke-Pigott par Vishnu Reddy. Il présente une orbite caractérisée par un demi-grand axe de 2,52 UA, une excentricité de 0,18 et une inclinaison de 11,3° par rapport à l'écliptique.

## Compléments